# Tarkio (Missouri)
Tarkio – miasto w Stanach Zjednoczonych, w stanie Missouri, największa miejscowość w hrabstwie Atchison.